# Afrogarypus intermedius nanus
Afrogarypus intermedius nanus es una subespecie de arácnido del orden Pseudoscorpionida de la familia Geogarypidae.

## Distribución geográfica
Se encuentra en la República Democrática del Congo.